# Courgevaux
Courgevaux (tiếng Đức: 'Gurwolf') là một đô thị trong huyện See thuộc bang Fribourg ở Thụy Sĩ.